# Герб Стебника

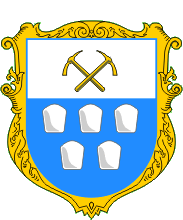
Альтернативний варіант герба Стебника

Герб Сте́бника — офіційний геральдичний символ міста Стебника Львівської області. Затверджений міською радою. Місто відоме видобутком калійної солі, що і відображено в гербі фігурою солевара.

## Історія
Тривалий час у селі діяли п'ять основних соляних криничок. Тому на печатках громади Стебника з ХІХ ст. було зображення солевара, який виварює в казані соляну ропу.